# 모바일 애플리케이션 제어
모바일 애플리케이션 제어(Mobile Application Lock, MAL)는 사업장 내부에서 카메라 촬영이 허용되지 않는 기관 또는 기업을 대상으로 하는 애플리케이션이다.
해당 애플리케이션을 설치하면 특정 범위 내에서 카메라, 녹음 기능 등을 사용할 수 없도록 제어한다.
MAL은 국방과학연구소에서 주관하여 개발을 진행하였으며, 현재 주식회사 펀앤뉴 등 일반 기업으로 기술이 이전되어 사용되고 있다.
MDM(Mobile Device Management)과 다르게 개인용 스마트폰의 공장초기화 권한이나 위치 추적 권한 등을 지원하지 않아 개인 프라이버시에 관한 사용자 반발이 없다.